# Нина Бари
Нина Карловна Бари (на руски: Нина Карловна Бари) е съветска математичка, известна с трудовете си в областта на тригонометричните редове.

## Биография
Нина Бари е родена на 19 ноември 1901 в Москва в семейството на Олга и Карл Адолфович Бари, по професия лекар. През 1918 г. тя става една от първите жени, приети да учат в специалностите физика и математика на Московския държавен университет. Бари завършва следването си през 1921 г. и след това започва работа като преподавател по математика. Преподава в Московския лесотехнически институт, в Московския политехнически институт и в Свердловския комунистически институт. По-късно кандидатства и печели единствената платена стипендия от новосъздадения Изследователски институт по математика и механика в СССР. Като студентка там Бари е привлечена в кръга „Лузитания“ – неформална академична общност около математика Николай Лузин, под чието научно ръководство Бари специализира тригонометрични редове и теория на функциите. Друг неин преподавател е Николай Жуковски. Резултатите от изследването си представя през 1922 г. пред Московското математическо общество, с което става първата жена докладвала пред този форум.
През 1926 г. Бари завършва доктората си, посветен на развитията на тригонометричните редове, като печели с дисертацията си наградата „ГлавНаук“. През 1927 г. тя се възползва от шанса да учи в Парижката Сорбона и Колеж дьо Франс, където слуша лекции при Жак Адамар. Посещава Полския математически конгрес в Лвов, а стипендия от Рокфелеровата фондация ѝ дава възможност да се върне в Париж и да продължи обучението си.
През 1932 г. Бари е назначена за професор в Московския държавен университет и през 1935 г. защитава голяма докторска дисертация по физико-математически науки.
Неин близък сътрудник е Дмитрий Меншов, с когото през 1940-те г. разработват теорията на функциите в Московския държавен университет. През 1952 г. тя публикува значим труд върху примитивните функции и тригонометричните редове и тяхната сходимост почти навсякъде. Последният ѝ издаден труд, от 1961 г., е монография от 900 страници върху актуалното състояние на изследванията в областта на теория на тригонометричните редове, която се смята за стандартен справочник в тази област и в областта на теория на функциите. Издадена е на английски през 1967 г.
Съпруг на Нина Бари е математикът Виктор Немицки.
На 15 юли 1961 г. Бари загива, попадайки по невнимание под крайградската „електричка“ (електрически влак).